# Gainathapura, Turuvekere
Gainathapura là một làng thuộc tehsil Turuvekere, huyện Tumkur, bang Karnataka, Ấn Độ.